# Buenaventura Jáuregui Prieto
Buenaventura Jáuregui Prieto (Cogua, Cundinamarca, 29 de noviembre de 1898-Bogotá, 7 de marzo de 1983) fue un eclesiástico colombiano de la Iglesia católica. Fue obispo auxiliar de la Arquidiócesis de Medellín, y obispo de la diócesis de Zipaquirá.

## Vida y obra
Nació en el 29 de noviembre de 1898, en el municipio de Cogua, Cundinamarca, sus padres fueron Buenaventura y Mercedes. Cursó los estudios primarios en Bogotá. Ingreso al Seminario de Ibagué y fue ordenado sacerdote por monseñor Ismael Perdomo Borrero el 29 de junio de 1923. Fue vicario cooperador de Honda, párroco en Dolores y Herveo, secretario de monseñor Pedro María Rodríguez, párroco de la Catedral, del Fresno, de Manzanares, provisor y tesorero y luego vicario general de la diócesis de Ibagué.
El 5 de diciembre de 1951, fue nombrado obispo titular de Aretusa y auxiliar de Medellín. Recibió la consagración episcopal el 2 de febrero de 1952 en Bogotá de manos del Nuncio Antonio Samoré. Entró a la ciudad de Medellín el 18 de marzo de 1952 y el 20 del mismo mes fue nombrado vicario general con mandato especial. Participó eficazmente en la celebración de las semanas pro-seminario que espesaron el 1956, en la consecución de la finca la Polaca para la construcción del nuevo edificio para el Seminario, en la fundación en 1956 junto con don Pedro Estrada de un fondo para costear estudios universitarios a sacerdotes en el exterior y participó igualmente en la división de la Arquidiócesis de Medellín para la creación de la diócesis de Sonsón en 1957. 
El 8 de diciembre de 1957, en la misma fecha en que monseñor Tulio Botero Salazar (en ese entonces obispo de Zipaquirá), fue nombrado arzobispo de Medellín, monseñor Jáuregui Prieto fue designado como obispo de Zipaquirá para suceder a éste por el papa Pío XII, tomó posesión el 2 de marzo de 1958. 
Como obispo de Zipaquirá se preocupó siempre por los problemas sociales de la Diócesis; personalmente intervino ante la Presidencia de la República para solicitar un aumento de la participación de Salinas en favor del municipio y con destino a obras de carácter social, en particular para beneficio de los damnificados por el cierre de los hornos de elaboración privada de la sal.
Mons. Jáuregui asistió al Concilio Vaticano II (1962 - 1965), y una vez finalizado, procuro que tanto el clero como los fieles laicos conocieran y aplicaran los documentos emanados del Concilio. Por iniciativa de mons. Jáuregui se estableció la “corporación de Municipios Salineros de Cundinamarca” de la cual fue presidente durante varios años, en los cuales se realizaron varias obras de carácter social y cívico, no solamente en Zipaquirá sino también en los municipios miembros de dicha corporación.
Son varias las obras que realizó en Zipaquirá, se destacan: la construcción del barrio San Rafael y sus dos instituciones educativas; la compra del terreno "La Fragüita" donde se construyó el matadero municipal; la ampliación del acueducto y pavimentación de varias calles de la ciudad; finalmente la apertura de la avenida «Carrera 10°. Como obras de carácter diocesano, se encuentra la finalización del Seminario Conciliar y la cancelación, casi en su totalidad, de las deudas contraídas para la construcción del edificio; la reconstrucción de la Catedral, semidestruida por el sismo de 1967 y la restauración de la Capilla del Sagrario. Apoyó la creación del Foyer de Charite.
A los 75 años de edad presentó renuncia, la cual le fue aceptada por el papa Pablo VI el 8 de julio de 1974. Como obispo retirado vivió en Bogotá, en donde murió el 7 de marzo de 1983 y fue enterrado en la Catedral de Zipaquirá.